# Horst Mahler
Horst Mahler (23. ledna 1936 Haynau – 27. července 2025 Berlín) byl německý právník a obhájce. V sedmdesátých letech minulého století byl mimo jiné jedním ze zakládajících členů ultralevicové teroristické organizace Rote Armee Fraktion, patřil mezi nejznámější pravicové aktivisty v Německu, vyznačoval se zejména popíráním holocaustu.

## Život
Horst Mahler studoval práva na západoberlínské Svobodné univerzitě, po studiích založil roku 1964 právnickou poradnu. V důsledku svých styků k levicovým organizacím patřily mezi jeho zákazníky prominentní osobnosti jako Rainer Langhans, Fritz Teufel, Gudrun Ensslinová, Beate Klarsfeldová, Andreas Baader a další. Roku 1969 založil spolu s pozdějším poslancem strany Zelených, Hans Christian Ströbelem, takzvaný Socialistický advokátský kolektiv (Sozialistisches Anwaltskollektiv).
Horst Mahler patřil k rozporuplným osobnostem společenského a politického života v Německu. Během svého studia byl členem levicového, avšak ve srovnání s pozdějšími organizacemi nedogmatického svazu SDS. Za členství v tomto svazu byl roku 1960 vyloučen z SPD. V pozdních šedesátých letech se silně angažoval v takzvané mimoparlamentní opozici (APO), roku 1970 se stal členem teroristické organizace RAF.

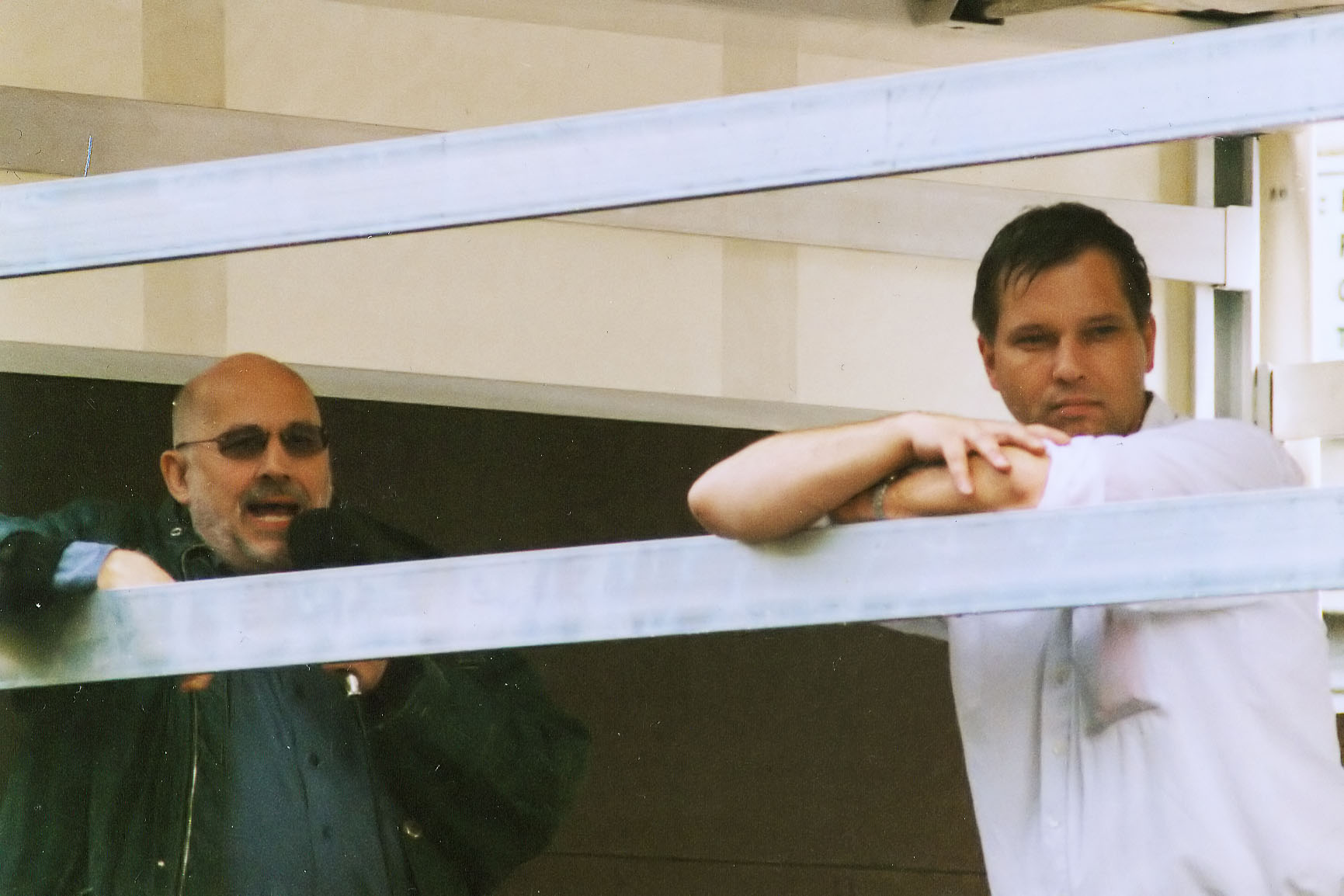
Horst Mahler (vlevo) a Christian Worch v roce 2001 v Lipsku

Pro činnost v této organizaci byl 8. října 1970 zatčen a později odsouzen (přepadení banky, násilné osvobození vězně). K jeho obhájcům patřil i Otto Schilly, pozdější ministr vnitra SRN, a také Gerhard Schröder, pozdější kancléř SRN. Ještě během výkonu trestu byl Mahler pro členství v maoistické straně KPD (Aufbauorganisation) a v důsledku ideologických sporů z RAF vyloučen. Roku 1980 byl předčasně propuštěn po odpykání dvou třetin trestu, roku 1987 mu bylo povoleno vykonávat zaměstnání právního obhájce.
Během svého uvěznění se Mahler seznámil s dílem filosofa G. W. F. Hegela, četl i další literaturu a změnil své názory. Germánství se pomalu stávalo v jeho očích východiskem pro problémy německé společnosti. Roku 2000 vstoupil k velkému překvapení svých bývalých kolegů do Národně demokratické strany Německa (NPD) a posléze zastupoval tuto stranu i v různých procesech, při různých příležitostech se zasazoval o obnovení Velkoněmecké říše.
Roku 2003 z NPD vystoupil a založil Spolek pro rehabilitaci pronásledovaných za popírání holocaustu (Verein zur Rehabilitierung der wegen Bestreitens des Holocaust Verfolgten). Začátkem 2004 byl opět souzen, obviněn byl ze štvaní lidu (německy Volksverhetzung) – Mahler s několika stoupenci požadoval zákaz židovských obcí v Německu, vykázání všech nezaměstnaných přistěhovalců z Německa a další silné zásahy proti různým menšinám. Roku 2002 byl s jeho svolením rozdáván při jedné schůzi NPD leták, označující nenávist vůči Židům za něco zcela obvyklého.
Během procesu hrozil soudcům, prokurátorovi a přísedícím trestem smrti podle starého a neplatného říšského trestního kodexu (soudce si v důsledku toho vyžádal dobrozdání psychiatra). I vzhledem k dalším antisemitským vývodům byl Mahler 8. dubna 2004 odsouzen k trestu odnětí svobody a bylo mu zakázáno vykonávat povolání obhájce.
Jisté pozornosti se Horst Mahler dočkal až v listopadu 2005, kdy vystupoval jako asistent obhajoby v procesu proti Ernstu Zündelovi a byl této funkce soudcem zbaven.
V únoru 2009 byl Mahler opětovně odsouzen za popírání holocoustu a za tzv. Volksverhetzung ve více případech k šesti letům odnětí svobody; při započítání dřívějších rozsudků byla dosažena hranice odnětí svobody na celkem dvanáct let. Mahler byl vězněn ve věznici v městě Brandenburg an der Havel.